# خنمت‌نفرحدجت‌ورت یکم
خنمت‌نفرحدجت‌ورت یکم (انگلیسی: Khenemetneferhedjet Weret I؛ ‏مصری باستان: ẖnm.t nfr-ḥḏ.t-Wrt) یک ملکه همسر در مصر باستان در دوران حکمفرمایی دودمان دوازدهم مصر بود. وی همسر بزرگ سلطنتی سنوسرت دوم و مادر سنوسرت سوم بود.

## زندگی‌نامه
او به‌احتمال زیاد همان کسی است که به‌عنوان دختر آمنمحات دوم بر روی مهری که اکنون در نیویورک نگهداری می‌شود، نام برده شده است. اگر این فرض درست باشد، او خواهرِ همسر خود نیز بوده است. او و نُفرت دوم به‌طور قطعی به‌عنوان دو تن از ملکه‌های همسر سنوسرت دوم شناسایی شده‌اند؛ دو همسر احتمالی دیگر نیز خِنِمِت و ایتاورت هستند. همهٔ این زنان نیز خواهران سنوسرت دوم بوده‌اند.
نام خنمت‌نفرحدجت در آن دوره به‌عنوان لقبی سلطنتی نیز استفاده می‌شده و به‌معنای «یگانه با تاج سفید» است (تاج سفید نماد فرمانروایی بر مصر علیا بود). نام افزودهٔ او، وِرِت (Weret)، به‌معنای «بزرگ» یا «مهتر» بوده و احتمالاً برای تمایز او از دیگر زنان دارای همین نام به‌کار می‌رفته است. او در چند منبع تاریخی ذکر شده است: مهری که در اللاهون یافت شده (اکنون در تونبریج)، پاپیروسی از کاهون (اکنون در برلین)، مجسمه‌ای (اکنون در موزه بریتانیا) و در مجموعه هرم پسرش.
او به‌احتمال زیاد در مجموعه هرم اللاهون، که توسط همسرش ساخته شده بود، به خاک سپرده شده است.
القاب رسمی او عبارت‌اند از: همسر پادشاه، مادر پادشاه، بانوی دو سرزمین و دختر پادشاه (در صورتی که با شاهدختی که نامش بر مهر آمنمحات دوم آمده یکی باشد).